# De la main gauche

De la main gauche est une chanson de Danielle Messia (musique coécrite avec Jean Fredenucci) et figurant sur l'album du même titre sorti en 1982.
Elle figure sur la bande originale du film Anne Trister de Léa Pool (1986). Elle a été reprise  notamment par Mama Béa dans son album No Woman's land (1991), Yvette Théraulaz (1992), Johanne Blouin dans son album « Souviens-moi » (1993), Catherine Ribeiro (1995), Louis Capart (1997), Luce Dufault (1998), Soham (Dalila et Christian Laborde) (2001), Barbara d'Alcantara (2004), Stéphanie Bédard (2005), Annie Villeneuve (2006) et Florent Vintrigner & La Main Gauche (2011). Elle est aussi reprise par la comédienne Guylaine Tremblay dans la télé-série québécoise « Unité 9 » (Saison 1 épisode 22, 2013), dans son rôle de la détenue Marie Lamontagne.
Elle a également été reprise en 2013 par Natasha St-Pier accompagnée de Jean-Félix Lalanne sur l'album « Une Voix, Une Guitare ».
La chanson parle de l'acceptation de ses maladresses, de ses différences :
Je t'écris de la main gauche
Celle qui n'a jamais parlé
Elle hésite, elle est si gauche
Que je l'ai toujours cachée
... conduisant à une libération :
... Voilà que je la découvre
Comme un trésor oublié
Une vue que je recouvre
Pour les sentiers égarés
La chanson est devenue, du fait de son sujet et de celui du film Anne Trister, un hymne pour les lesbiennes et les féministes,.

## Personnel
- Danielle Messia : Chant, chœurs, guitares
- Claude Engel : Guitares
- Christian Padovan : Basse
- Gérard Bikialo : Piano, claviers, arrangements, direction musicale
- Joe Hammer : Batterie
- Dominique Blanc-Francard, Jean Fredenucci : Chœurs

## Production
- Jean Fredenucci :  Producteur
- Dominique Blanc-Francard : Ingénieur du son
- Jean Lebreton : Photographie
- Danielle Messia, Jean Fredenucci : Musique
- Danielle Messia : Texte